# Morgon
Pour les articles homonymes, voir Morgon.

Le  morgonest un vin rouge  français d'appellation d'origine contrôlée produit dans le département du Rhône. 
L'appellation couvre la commune de Villié-Morgon, dans le vignoble du Beaujolais. Elle est l'un des dix crus de ce vignoble, qui sont du nord au sud : le saint-amour, le juliénas, le chénas, le moulin-à-vent, le fleurie, le chiroubles, le morgon, le régnié, le brouilly et le côte-de-brouilly.

## Histoire
Le morgon est reconnue par l'Institut national de l'origine et de la qualité (INAO) comme appellation d'origine contrôlée (AOC) depuis le décret du 11 septembre 1936. Le cahier des charges a été modifié en octobre 2009, en décembre 2011, en février 2021 et en février 2024.

### Étymologie
Bien que la commune de Villié-Morgon soit issue de la fusion des deux hameaux de Villié et de Morgon, l'appellation a gardé celui des deux noms qui correspondait aux vins les plus prestigieux.

## Géographie

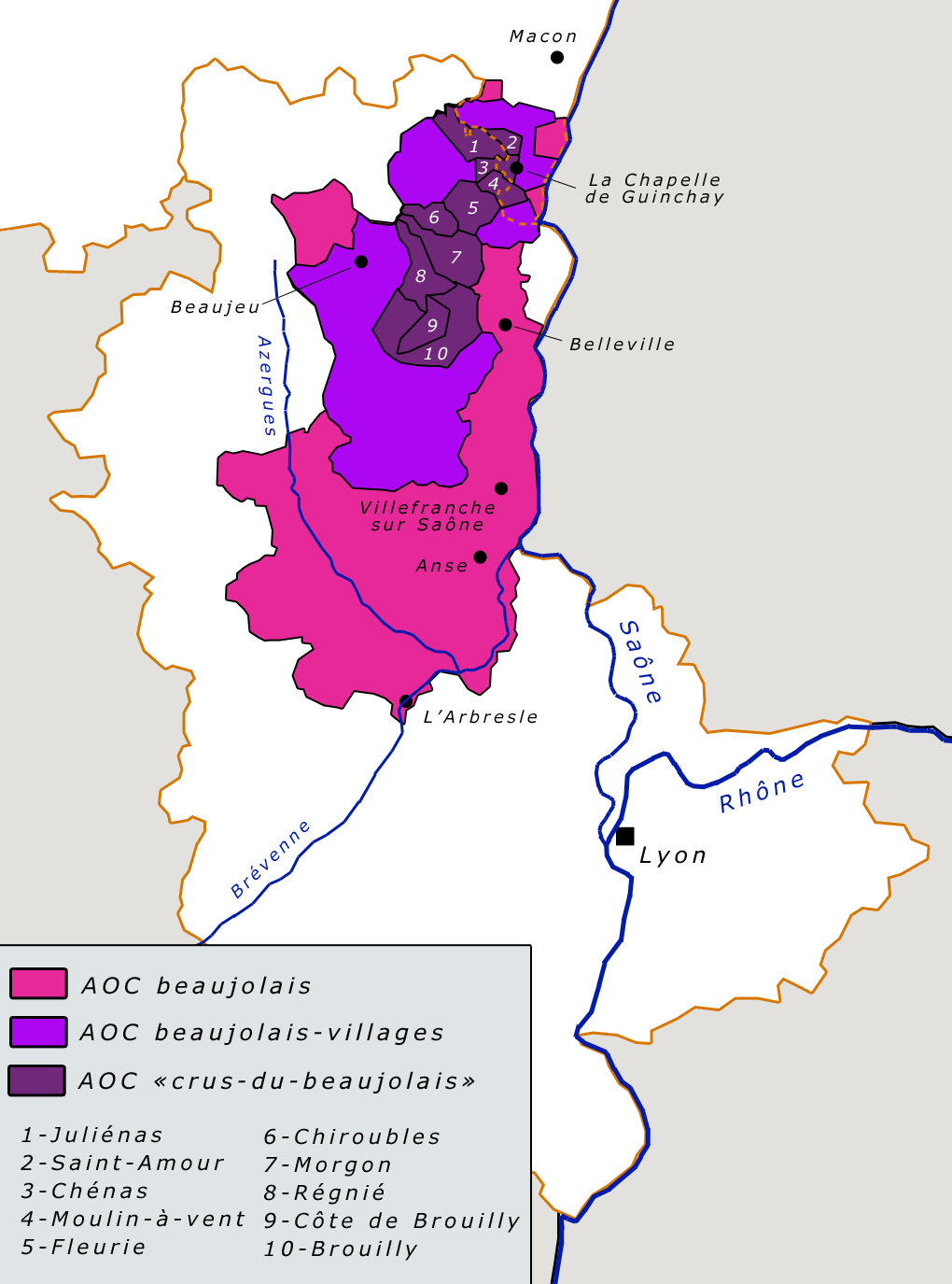
Vignoble du Beaujolais.

Le vignoble destiné à la production du morgon est situé en France, dans la région Rhône-Alpes, plus précisément dans le département du Rhône, sur la commune de Villié-Morgon, à 54 kilomètres au nord de la ville de Lyon. 
L'appellation morgon est la deuxième du Beaujolais la plus étendue en surface après brouilly.
La commune adossée aux monts du Beaujolais est exposée au sud-est, même si le micro-relief permet toutes les expositions ; l'ensoleillement y est donc optimal. À une dizaine de kilomètres de la Saône, il bénéficie du rôle modérateur de la rivière tout en étant éloigné de ses effets pervers : brouillards hivernaux et gelées tardives au printemps. L'altitude de la commune varie entre 212 et 689 mètres. Le vignoble est implanté entre 250 et 500 mètres. En deçà, les bas-fonds sont dévolus à l'élevage et les vignes les plus hautes ne peuvent prétendre à être en morgon. Les mieux exposées bénéficient cependant de l'AOC beaujolais.

### Lieux-dits
Parmi les différents terroirs de l'aire d'appellation, deux sont particulièrement réputés pour la qualité de leurs vins :
- « Les Charmes » à l'Ouest de Villié-Morgon en direction de Régnié-Durette, sur un axe rejoignant le hameau de Morgon à celui de Saint-Joseph, de part et d'autre de la voie romaine qui reliait Lyon à Autun. C'est un coteau orienté sud-sud-est sur des sols granitique, filtrants et pauvres, avec des veines de schistes à manganèse. Les Morgon produits sur ce terroir sont tout en finesse, aux fruits rouges et noirs mêlés. Ils sont de très bonne garde dans les domaines situés à mi-coteau où les vignerons vinifient de manière traditionnelle (pas de thermovinification).

- La « côte du Py », au sud de Villié-Morgon, juste au-dessus du hameau de Haut Morgon, est une colline culminant à 358 mètres et dont le sol est composé de pierres bleues.

Les vins produits sur cette croupe sont riches et puissants.
Autour de ces climats réputés, quatre autres climats (les Micouds, les Grands Cras, Corcelette et Douby) sont sur des terroirs différents d'argile et de sables issus de la décomposition du granite. Ce sable est localement appelé « terre pourrie ».

### Géologie et pédologie
Le vignoble du Beaujolais correspond au versant oriental des monts du Beaujolais, où affleure le granite.
Le sous-sol est composé de substrats variés, on trouve trois formations principales :
- des granites au nord et au nord-ouest de la zone viticole (climats : Les Charmes, Corcelette, Douby). À Villié-Morgon, il s'agit du « granite de Fleurie » (granite monzonitique à orthose et biotite) qui est de couleur rose, couvert systématiquement d'arènes (appelé localement « roche pourrie »).
- Une particularité locale entre le village et le hameau de Morgon, au mont du Py, se trouve un dépôt volcano-sédimentaire à prédominance basique (et non acide comme plus au nord), formé de fragments épars d'origine basaltique, de couleur vert sombre (« cortège de pierres bleues » : de la diorite). Cette formation occupe le centre et l’est et notamment la colline du Py (climat côte du Py).
- Enfin à l'est d'une ligne formée par le village, la côte du Py et le hameau de Morgon se trouve un double cône de déjection, correspondant à un large épandage de cailloux (granite et silex), de sables et d'argile, qui descend jusqu'au contact avec les alluvions de la plaine de Saône[11],[12], qui sont des colluvions et des alluvions d’âge quaternaire (climats : Grand Cras, Les Micouds).

En ce qui concerne les sols, on trouve :
- des sols argilo-siliceux, pauvres et filtrants, issus de l'altération des roches de granite au nord et au nord-ouest de la zone viticole. (climats : Les Charmes, Corcelette, Douby) ;
- des sols argileux issus de l'altération des roches métamorphiques (schistes riches en manganèse), sur les formations qui occupent le centre et l’est et notamment la colline du Py (climat Côte du Py) ;
- des sols variés sablo-limoneux ou alluvionnaires. Sablo-argilo-limoneux lorsque la pente s’atténue, la roche-mère est recouverte par des colluvions issues des coteaux, les sols s’épaississent, s’enrichissent en argiles et en sables fins et limons, alluvionnaires, plus argileux et caillouteux sur les terrasses fluviatiles anciennes d'age quaternaire (climats : Grand Cras, Les Micouds)[10].

### Climatologie
Le climat est sensiblement le même que dans tout le reste du Beaujolais : il est tempéré océanique, à tendance continentale avec des influences méditerranéennes.
La station météo de Villefranche-sur-Saône (à 195 mètres d'altitude) est la plus proche de l'aire d'appellation. Ses valeurs climatiques de 1961 à 1990 sont :
| Mois                              | jan. | fév. | mars | avril | mai  | juin | jui. | août | sep. | oct. | nov. | déc. | année |
| --------------------------------- | ---- | ---- | ---- | ----- | ---- | ---- | ---- | ---- | ---- | ---- | ---- | ---- | ----- |
| Température minimale moyenne (°C) | −0,6 | 0,6  | 2,4  | 5,1   | 8,9  | 12,2 | 14,3 | 13,5 | 10,7 | 7,2  | 2,7  | 0,1  | 6,4   |
| Température moyenne (°C)          | 2,5  | 4,2  | 6,9  | 10,2  | 14,2 | 17,7 | 20,2 | 19,4 | 16,4 | 11,9 | 6,3  | 3    | 11,1  |
| Température maximale moyenne (°C) | 5,5  | 7,9  | 11,5 | 15,2  | 19,4 | 23,2 | 26,1 | 25,2 | 22,1 | 16,5 | 9,8  | 5,9  | 15,7  |
| Précipitations (mm)               | 47,3 | 45,4 | 47,4 | 58,5  | 82   | 71,4 | 59,8 | 81,6 | 71,6 | 67,2 | 60,1 | 51,7 | 744   |

## Vignoble
Selon les Douanes, la superficie revendiquée en 2023 sous l'appellation est de 1 114 hectares. En 2008, l'appellation couvrait 1 090 ha et a produit 46 400 hectolitres ; en 2010, 1 126 ha.

### Encépagement

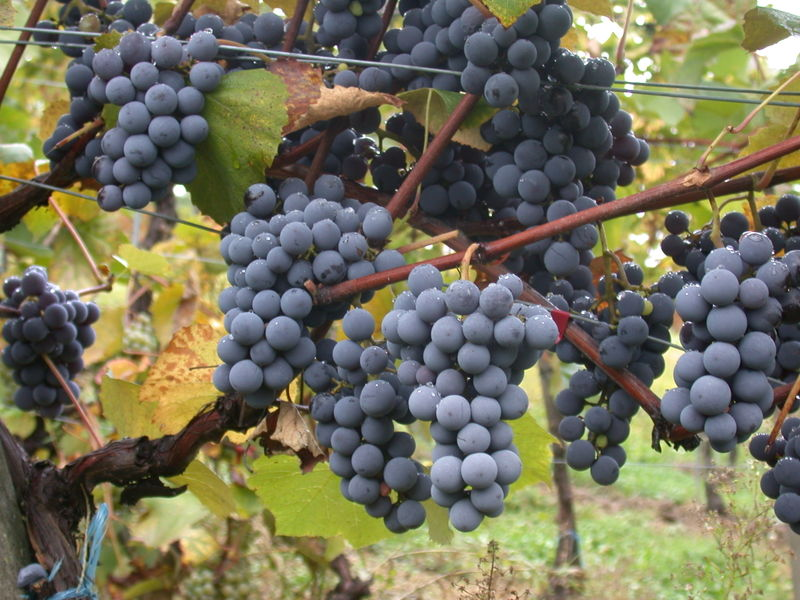
Grappes de gamay N.

Le cépage essentiel est le gamay noir à jus blanc ; trois autres sont autorisés comme cépages accessoires, limités à 15 % au sein de chaque parcelle : l'aligoté B, le chardonnay B et le melon B.
Planté en gamay N, le vignoble lui offre un écrin à sa mesure. Les terrains pauvres et bien drainants jugulent la fertilité du cépage. Il donne des petites grappes avec un jus concentré.
Le gamay est un cépage peu vigoureux, faible mais fertile et dont la production doit être maîtrisée car il a tendance à s'épuiser. Les meilleurs vins de gamay sont obtenus, à l’opposé du pinot noir, sur des sols acides et granitiques. Son débourrement précoce le rend également sensible aux gelées de printemps. Il se montre parfois sensible au millerandage lorsque les conditions climatiques sont défavorables au moment de la floraison. Le gamay présente l’avantage de produire une petite récolte sur les contre-bourgeons. Le vin de gamay possède une couleur rouge nuancée de violet, il est pauvre en tanins et dévoile une bonne acidité. Il possède généralement un caractère fruité (fruits rouges, fruits noirs) mais exprime peu de complexité au niveau aromatique.

### Méthodes culturales

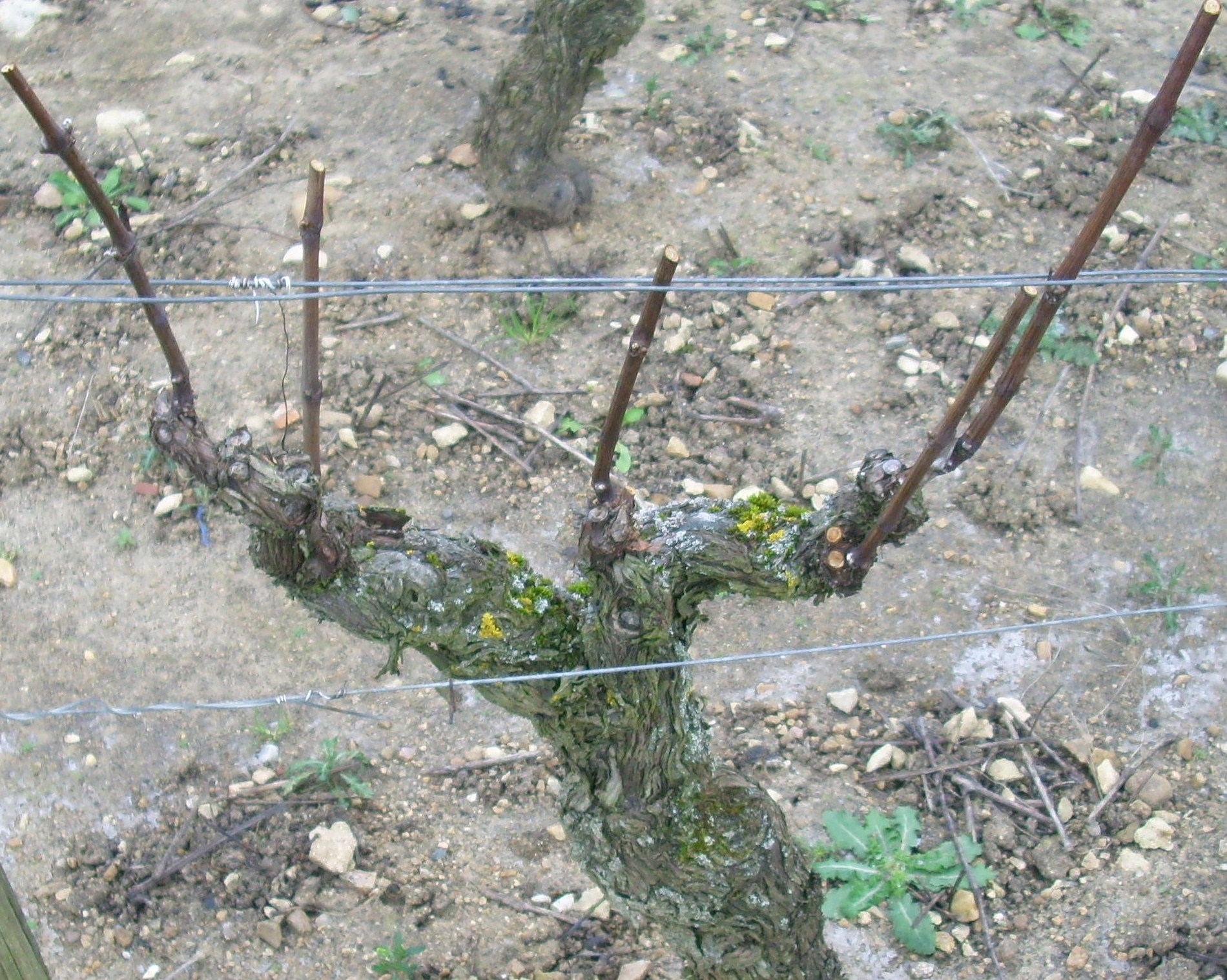
Pied de vigne taillé en gobelet.

La conduite ancienne traditionnelle était en gobelet à densité élevée.
La densité minimale est de 6 000 pieds par hectare. Toutefois, à titre transitoire jusqu’en 2034, les vignes plantées avant 2004 peuvent présenter, après arrachage partiel, une densité minimale de 5 000 pieds.
La densité est sur les meilleurs climats entre 9 000 et 11 000 pieds par hectare.
Aujourd'hui, le besoin de mécaniser le vignoble conduit les viticulteurs à planter à densité plus faible, mais supérieure à 6 000 pieds par hectare. L'écartement entre rangs ne peut excéder 2,3 mètres et entre ceps sur le rang, il doit être au minimum de 0,80 mètre. Pour les vignes non palissées en gobelet, l'écartement maximum entre rangs ne doit pas excéder 1,5 mètre. Des allées peuvent être aménagée en arrachant un rang de vigne. L'allée ne doit pas excéder 3 mètres et doit bénéficier d'un couvert végétal spontané ou semé. Les tournières doivent bénéficier d'un couvert végétal permanent.
La hauteur de feuillage entre la limite inférieure du feuillage et la hauteur de rognage doit dépasser 0,6 fois l'écartement entre rangs et un palissage est obligatoire si l'écartement entre rangs dépasse 1,5 mètre.
La taille courte est obligatoire. Traditionnellement en gobelet, la taille en cordon ou la taille charmet (taille inventée par M. Charmet en sud-Beaujolais, intermédiaire entre la taille en cordon et celle en éventail) sont aujourd'hui pratiquées. La taille est limitée à 8 yeux porteurs de grappe après épamprage et un bras à deux yeux peut être ajouté en vue de rajeunir la souche.

### Rendements
Le rendement est limité à un maximum de 56 hectolitres par hectare ; le rendement butoir est de 61 hectolitres par hectare. Le rendement réel est en-dessous du maximum autorisé par le cahier des charges, par exemple le rendement moyen pour l'ensemble de l'appellation lors des vendanges 2010 est de 48,8 hectolitres par hectare.
Les données des années récentes sont les suivantes :
| Année | Superficie (ha) | Production (hl) | Rendement (hl/ha) |
| ----- | --------------- | --------------- | ----------------- |
| 2019  | 1 093           | 56 548          | 52                |
| 2020  | 1 094           | 58 832          | 54                |
| 2021  | 1 105           | 50 276          | 46                |
| 2022  | 1 084           | 52 351          | 48                |
| 2023  | 1 114           | 57 127          | 51                |
| 2024  | 1 073           | 51 427          | 48                |

### Vendanges
La récolte manuelle est obligatoire et le transport de la vendange doit se faire dans des remorques basses afin de préserver l'intégrité des grains de raisin. Une parcelle qui n'est pas vendangée en totalité ne peut pas être revendiquée en AOC morgon.
La charge maximale à la parcelle est de 10 000 kilogrammes par hectare. La richesse naturelle en sucre du raisin doit être au moins de 180 grammes par litre de moût.Le premier jour des vendanges (appelé « levée du ban des vendanges ») varie selon la maturité des baies, qui dépend lui-même de l'ensoleillement reçu : les années relativement chaudes les raisins sont vendangés tôt, les années relativement froides les vendanges sont plus tardives.

## Vins
La production déclarée en 2023 a été d'un total de 57 126 hectolitres (un hectolitre = 100 litres = 133 bouteilles de 75 cl). En 2010, elle était de 55 050 hl.

### Vinification et élevage
Le mode de vinification du beaujolais explique beaucoup le type de vins très particulier qui y est produit. On l'appelle la macération carbonique : le raisin est encuvé entier et la cuve est fermée pendant quatre à sept jours. La saturation de la cuve en CO2 empêche les raisins de s'oxyder, les obligeant à un mode de fonctionnement anaérobie. Cet oxyde de carbone est obtenu en faisant d'abord fermenter une partie de la récolte (10 à 30 %) en fond de cuve, foulée et levurée, auquel on rajoute le reste de la récolte dont les grappes doivent être le plus intact possible (non éraflées et non foulées, les baies ne doivent pas être écrasées). Cette évolution à l'intérieur du grain de raisin s'apparente à un début de fermentation : elle produit un peu d'alcool et des précurseurs d'arômes. Ensuite, le raisin est foulé et une fermentation traditionnelle se poursuit.
Pour les morgons, surtout pour ceux destinés à être gardé quelques années de plus en bouteille, la vinification est semi-carbonique, à mi-chemin de la macération carbonique et de la vinification bourguignonne. Le raisin est récolté manuellement, encuvé entier sans éraflage. La fermentation débute comme pour une macération carbonique, mais au moment où le marc destiné au primeur est décuvé et pressé, les cuves destinées au vin de garde sont pigées et la macération se poursuit jusqu'à épuisement presque complet des sucres. Le vin est ensuite écoulé, le marc pressé et la fermentation malolactique peut s'enclencher tant que la température n'est pas trop descendue.
Ces procédés favorisent la production de vins peu tanniques, une coloration pas trop soutenue et des arômes fruités.

### Titres alcoométriques
Le degré des vins fini doit être d'au moins 10,5 % de volume et l'enrichissement, lorsqu'il est autorisé, ne permet pas de dépasser 13 % de volume, ce qui signifie qu'il n'y a pas de limite en degré naturel, bien que le viticulteur doit alors prouver l'absence de chaptalisation.

### Déclaration de la récolte
Le raisin issu d'une parcelle classée en morgon peut devenir du vin de Morgon, du bourgogne, du beaujolais ou du beaujolais-villages. Par exemple, un viticulteur n'ayant que des parcelles en morgon et qui voudrait faire du primeur, déclasse une partie de sa vendange pour en faire du beaujolais nouveau.

### Gastronomie
Le morgon jeune a une robe pourpre profond à reflets rubis. En vieillissant, la teinte s'éclaircit un peu et prend des notes rouge sombre dont les reflets évoluent progressivement vers l'acajou. Les arômes sont à rechercher du côté des fruits à noyau (abricot, pêche, cerise, prune) et de la mûre. Les cuvées bien structurées développeront avec le temps des senteurs de fruits mûrs, de noyaux et de kirsch, parfois même en année chaude de fruits cuits. De bonne garde, certains évoluent vers des notes sauvages de sous-bois.
Le morgon est charpenté, puissant, riche, charnu et rappelle parfois les vins de Bourgogne. D'ailleurs le slogan de l'appellation est : « Morgon : le fruit d'un beaujolais, le charme d'un bourgogne ».
Il exprime si bien son terroir, et la complexité de ses constituants, que l'on utilise parfois, pour le décrire, un terme qui lui est propre : on dit de lui qu'il « morgonne ». Ainsi, on insiste sur le lien étroit qui le rattache à ses sols la fameuse roche pourrie, sa localisation et l'exposition des différentes zones du cru.

Bouteilles de Morgon
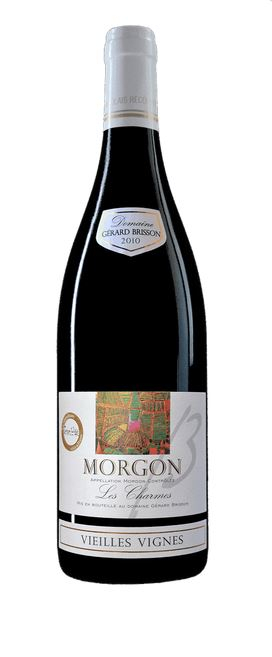
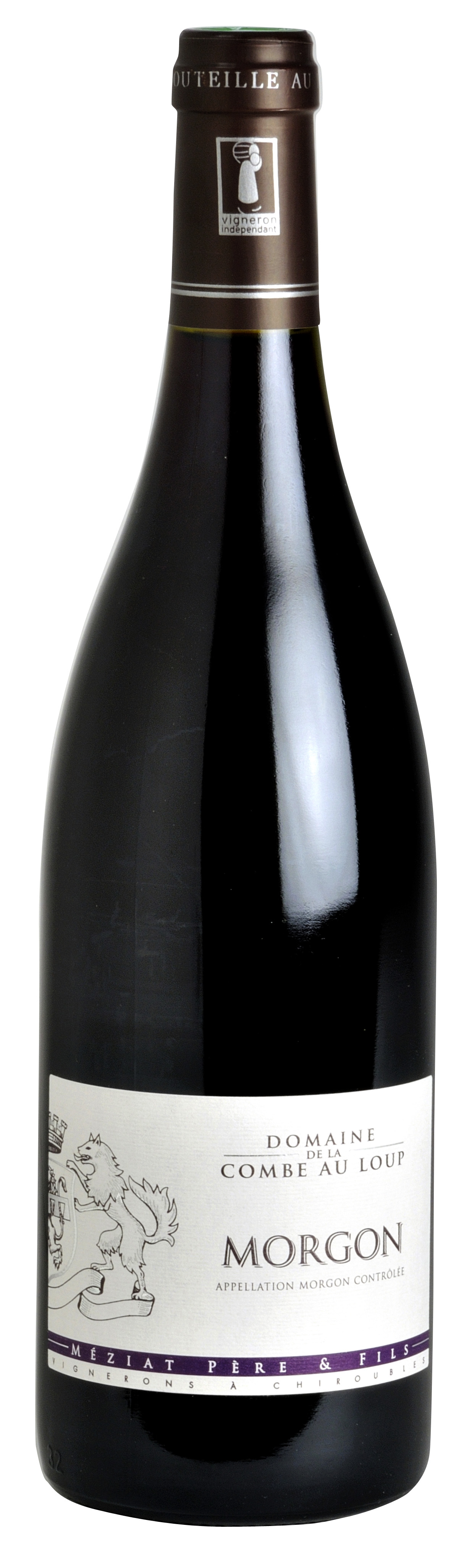

## Économie

### Structure des exploitations
En 2008, il y avait 565 opérateurs sur l'appellation, dont 451 viticulteurs, 412 vinificateurs et 106 négociant-éleveurs.

### Commercialisation
Les vins bénéficiant de l'appellation peuvent être repliés sur les appellations régionales beaujolaises (beaujolais et beaujolais-villages), mais aussi bourguignonnes, c'est-à-dire qu'ils peuvent être commercialisés sous les appellations bourgogne, bourgogne grand ordinaire, bourgogne ordinaire, bourgogne passe-tout-grains, bourgogne aligoté et crémant de Bourgogne (dont l'aire de production s'étend sur le Beaujolais, selon les deux décrets du 16 octobre 2009).

### Liste de producteurs
- Château des Jacques
- Domaine Aux Quatre temps (Céline et Sébastien Nesme)
- Domaine Brisson (Gérard Brisson)
- Domaine Burgaud Jean-Marc
- Domaine Chavy Franck
- Domaine de Gry-Sablon
- Domaine de la Levratière (André et Marylenn Meyran)
- Domaine des Arcades (famille Sauzey)
- Domaine des Marcellins (Roger Dupré)
- Domaine des Micouds (Marie-Hélène Pascal-Morel)
- Domaine Desvignes Louis-Claude
- Domaine Durand Agnès et Marcel
- Domaine Flache Sornay (Corinne et Vincent Flache)
- Domaine Foillard
- Domaine Godard Mee
- Domaine Labalme Philippe
- Domaine Lapierre
- Domaine Passot-Collonge (Monique et Bernard Passot)
- Domaine Rampon Christophe et Daniel
- Domaine Thivolle